# Nová budova Národního muzea
Nová budova Národního muzea, původně budova Federálního shromáždění (parlamentu), se nachází v Praze mezi historickou budovou Národního muzea a Státní operou, v pásu mezi směry Severojižní magistrály, který je průnikem mezi městskou částí a obvodem Praha 1 a čtvrtí Vinohrady. Budova vznikla originálním architektonickým řešením rozšíření budovy původně peněžní burzy pro potřeby Federálního shromáždění, což byl název československého parlamentu od roku 1969.

## Dějiny budovy
Původní budova Peněžní burzy byla postavena v letech 1936–1937 podle vítězného návrhu architekta Jaroslava Rösslera vedle budovy Nového německého divadla (Státní opera) a domu Národní domov, který za první republiky sloužil jako sídlo Československé strany národně socialistické, který byl poničen a zbořen po druhé světové válce.  Budova parlamentu byla původně plánovaná na Letné (architektonické soutěže v letech 1928 a 1947), po roce 1948 a zrušení burzy sem bylo přesunuto z Rudolfina sídlo parlamentu (Národního shromáždění).
Na rozšíření budovy parlamentu byla vypsána soutěž probíhající v letech 1965–1966. Vítězný návrh architektů Karla Pragera, Jiřího Kadeřábka a Jiřího Albrechta byl realizován za provozu v letech 1968–1973. Od ledna 1969 v budově zasedalo Federální shromáždění jako nástupce dřívějšího Národního shromáždění.

### Po roce 1989

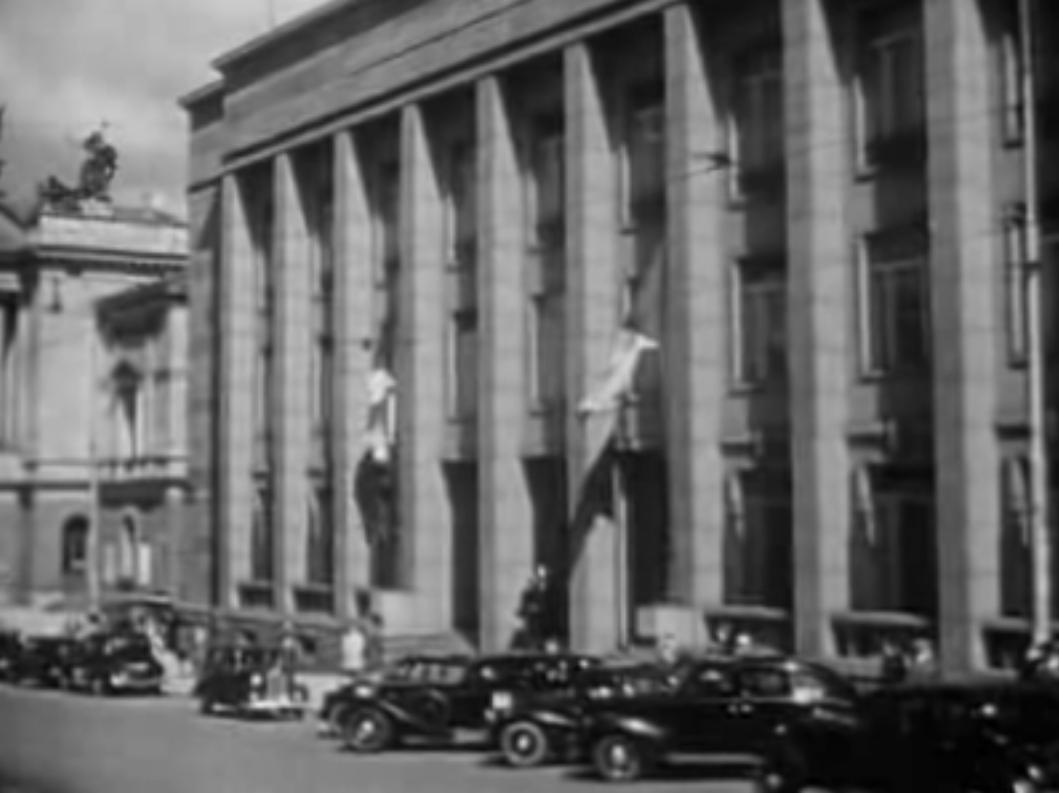
Původní budova Pražské burzy před 1948

Po zániku Československa a zrušení Federálního shromáždění ji v letech 1995 až 2009 využívalo Rádio Svobodná Evropa/Rádio Svoboda.

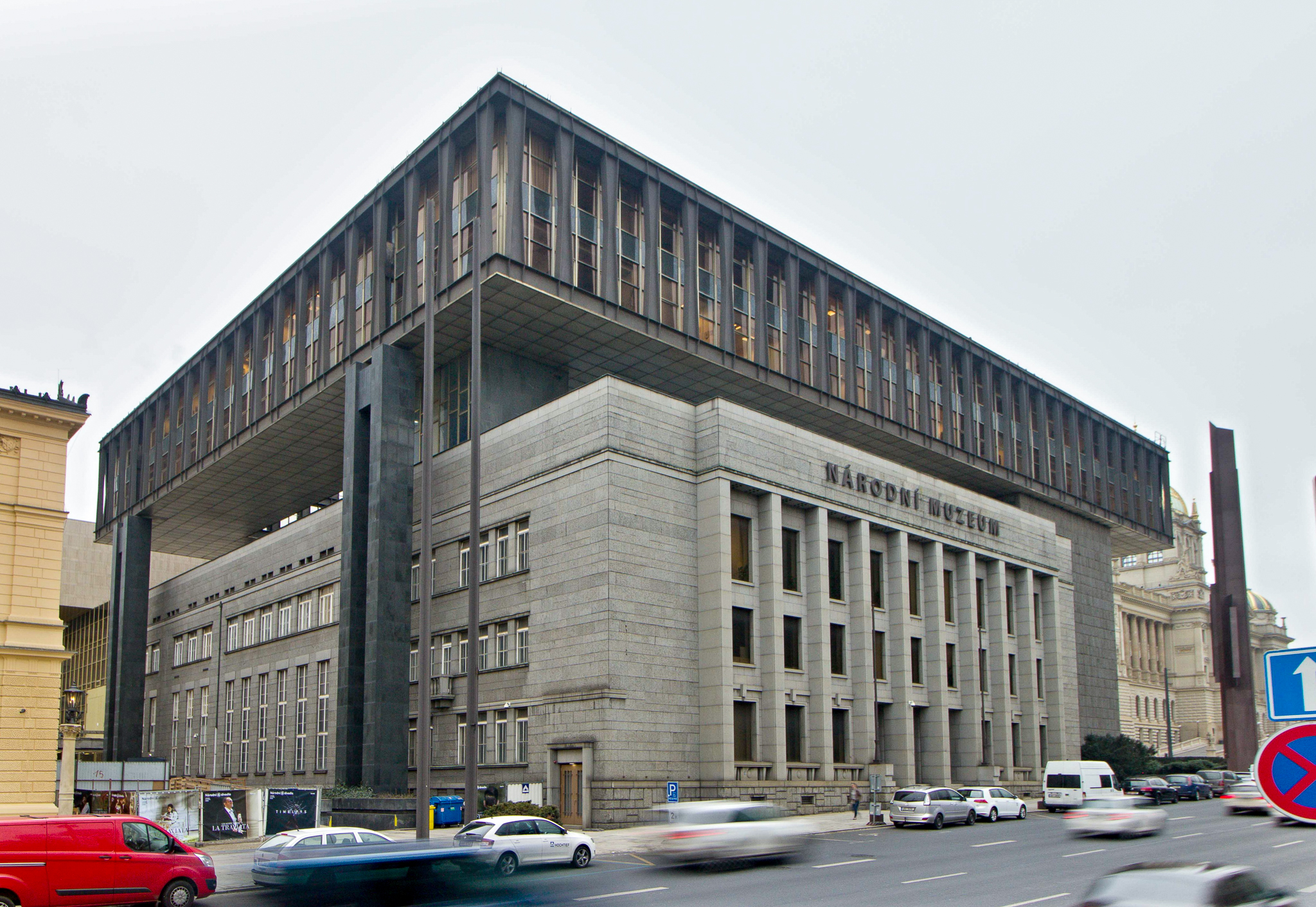
Nová budova Národního muzea jako organická nadstavba někdejší budovy Pražské burzy

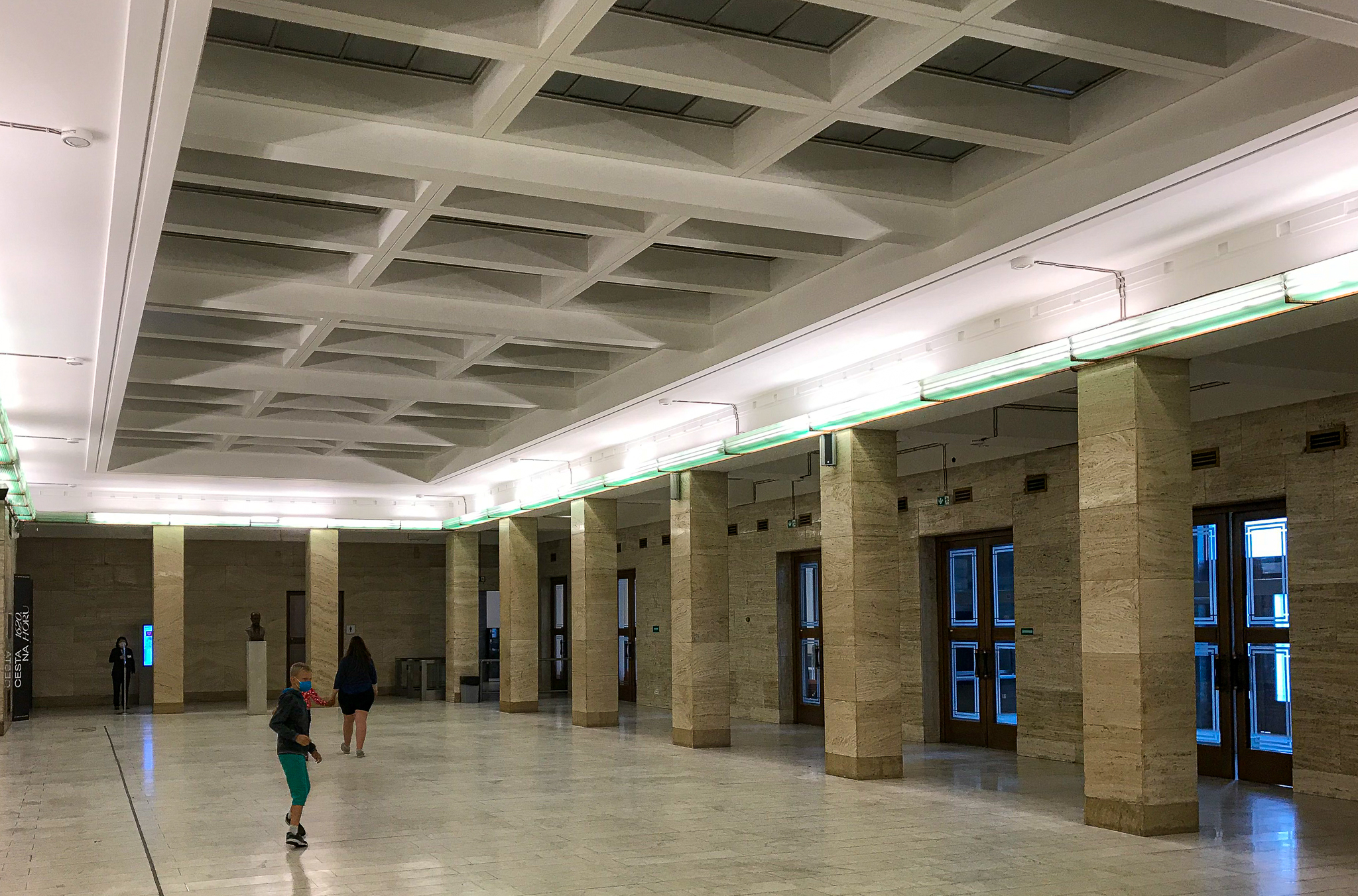
Nová budova Národního muzea, hala v přízemí

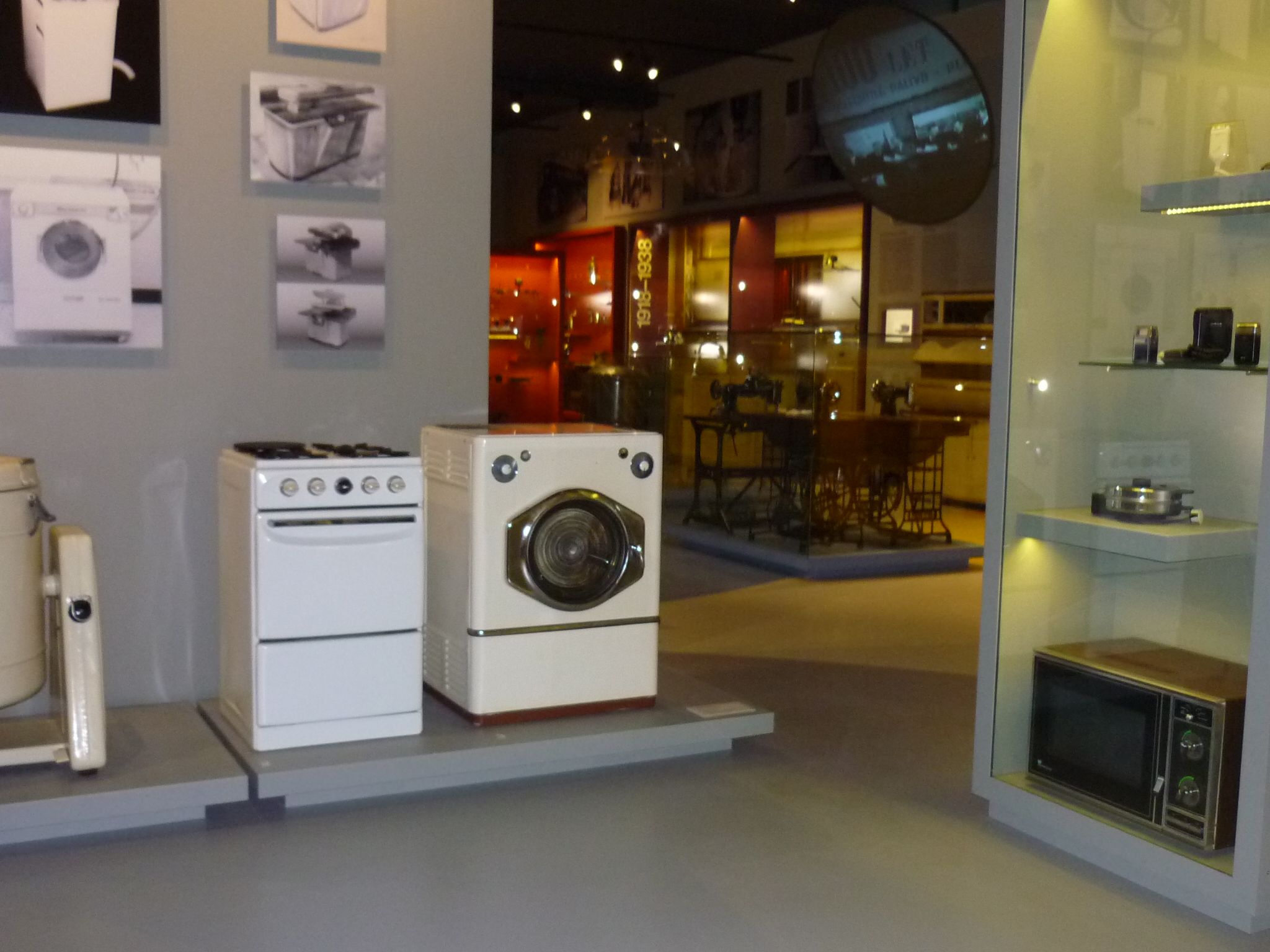
Stálá expozice Národního muzea „Dějiny 20. století“

Roku 2000 Ministerstvo kultury budovu bývalého federálního shromáždění prohlásilo za kulturní památku. V roce 2004 byla v anketě časopisu Architekt budova zařazena mezi deset nejvýznamnějších českých staveb posledních padesáti let.
Po teroristických útocích v USA roce 2001 začala být z důvodu svého významu hlídaná nejprve armádou a pak policií. Zároveň byl výrazně omezen provoz na sousedících komunikacích – byly zrušeny některé jízdní pruhy na magistrále a na spojce navazující na Vinohradskou ulici a budova byla obestavěna několika liniemi betonových zábran.
22. listopadu 2006 rozhodla vláda České republiky o přidělení budovy Národnímu muzeu pro jeho trvalé rozšíření. Slavnostní předání se odehrálo po odchodu Rádia Svobodná Evropa/Rádia Svoboda dne 1. června 2009. Vedení muzea se rozhodlo, že stavbu spojí podzemním tunelem se svou historickou budovou a zpřístupní ji z části veřejnosti. Tím se také umlčely spekulace o skleněném tubusu, který by spojoval oba komplexy a značně narušil historický vzhled celého okolí.
Primátor Prahy Bohuslav Svoboda v roce 2011 prohlásil, že by bylo možno uvažovat o zbourání budovy Federálního shromáždění tak, aby byla odhalena původní burza. Ke zbourání však nedošlo.
Stavba byla přejmenována na Nová budova Národního muzea a sloužila pro pořádání krátkodobých výstav. V roce 2019 byla budova propojena podzemním tunelem do Historické budovy NM. V roce 2021 zde byla otevřena stálá expozice „Dějiny 20. století“.

## Popis
Při stavbě byl využit Vierendeelův nosník a ve své době největší závěsná skleněná stěna v Československu. 
Před budovou stojí bronzové Sousoší Nový věk od Vincence Makovského vytvořené pro výstavu Expo 58 v Bruselu. Stejná socha stojí také před Brněnským výstavištěm. Sousoší získalo Velkou cenu Expa 58. Po stranách symbolu slunce je postava muže s plány budoucích staveb a ženy s plody a květy v nadživotní velikosti na žulovém podstavci. Směrem k magistrále pak stojí tzv. Palachův pylon na něž byla roku 2020 umístěna plastika Plamen od Miloslava Chlupáče.

## Podobné stavby ve světě
Podobnou strukturu (nadstavba umístěná nad starší budovou) má hlavní sídlo přístavní správy v Antverpách, které navrhla Zaha Hadid a které bylo dokončeno r. 2016.